# Ramon Guillamet i Coma

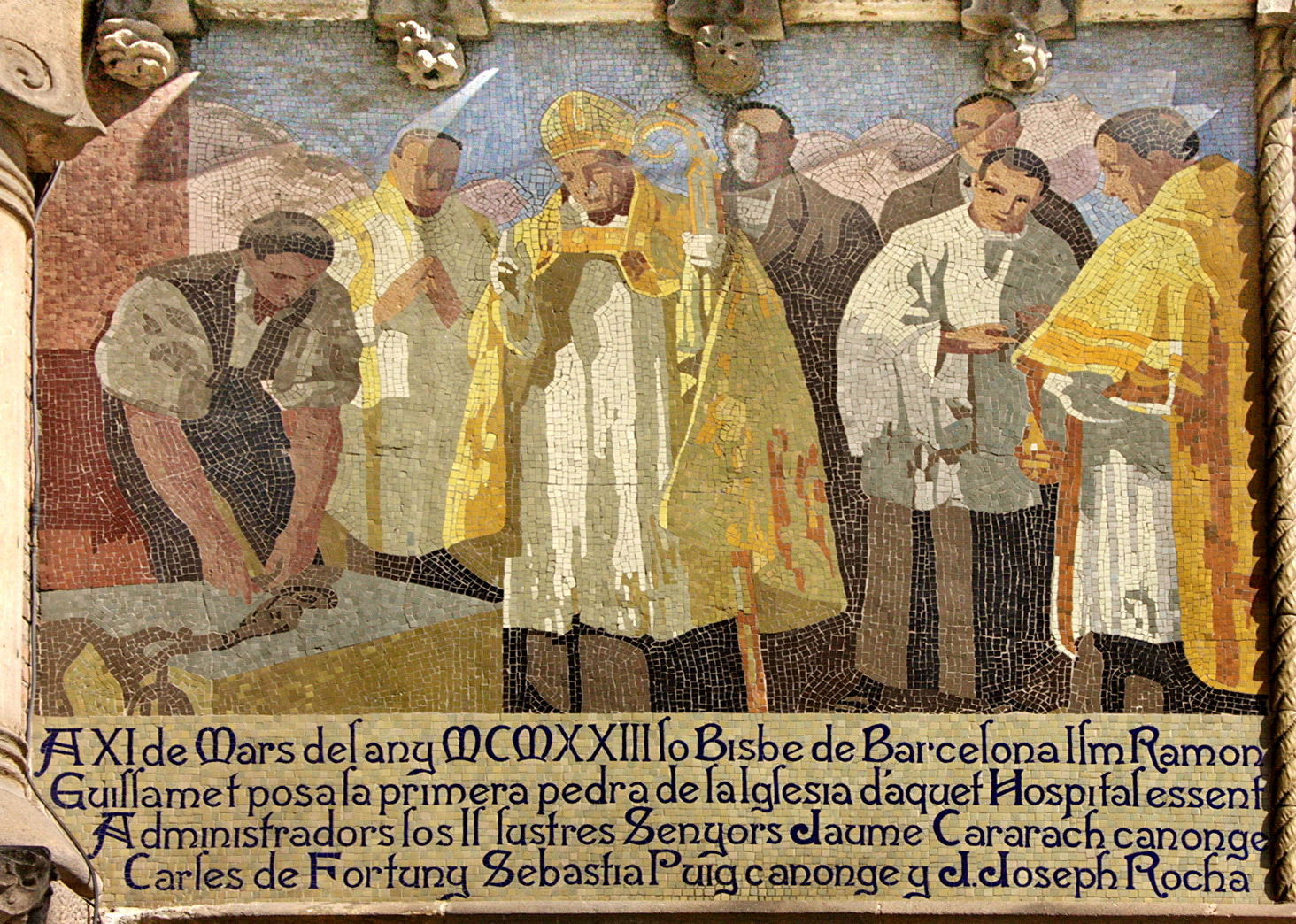
El bisbe Guillamet posant la primera pedra de l'església de l'Hospital de Sant Pau, l'11 de març de 1923

Ramon Guillamet i Coma (Olot, 1856 - Barcelona, 1926) fou un religiós català, bisbe de Lleó, Còrdova i Barcelona.

## Formació
Guillamet va néixer a Olot el 23 de març de 1856. El seu pare era fuster i la família no disposava de gaires recursos. Ben aviat va demostrar grans aptituds per a l'estudi. Va ingressar als nou anys al Seminari de Girona i va destacar ràpidament per les seves qualificacions. El 1871 va obtenir el batxillerat a l'Institut de Figueres. Aquest mateix any es va fer càrrec com a professor substitut de l'assignatura de Teologia Moral al Seminari, tot i que es donava la paradoxa que n'era alumne i, més en concret, el més jove.
La seva joventut no li va permetre ordenar-se juntament amb els seus companys d'estudis, pel fet de no arribar a l'edat canònica permesa. Va haver d'esperar al 21 de desembre de 1873 per a ésser ordenat prevere per Tomàs Sivilla, bisbe de Girona.
Va continuar els seus estudis al Seminari de València el 1882, on es va llicenciar i doctorar en teologia. Més tard, el 1887 acabà la carrera de dret a la Universitat de Barcelona.

## Carrera eclesiàstica
El bisbe Sivilla el va fer el seu secretari particular el 1883. El 1885 va obtenir el càrrec de canonge doctoral de la Catedral Metropolitana de Tarragona. Allà va anar assumint les dedicacions de secretari del Capítol, fiscal eclesiàstic, provisor, vicari general i jutge metropolità.
El 1907 fou nomenat mestrescola de la Seu de Tarragona i impartí en el Seminari les assignatures de Sagrada Escriptura, Institucions canòniques, Dret Romà i Civil i Pràctica Forense. Va desenvolupar-hi aquest treball durant vint-i-dos cursos.
Exercí també de degà del Col·legi de Doctors de la Facultat de Dret Canònic del Seminari i de president de les comissions diocesanes de Música sagrada, Acció social catòlica i de l'Obra de Propaganda de la Fe.

## Bisbe
El 20 de gener de 1909 fou nomenat bisbe i proposat per a ocupar la seu de Lleó. En fou consagrat el 10 d'octubre i hi romangué per espai de tres anys.
El 18 de juliol de 1913 fou promogut al bisbat de Còrdova. En prendria possessió el 29 de novembre i el seu mandat es perllongaria per espai de set anys, quan seria cridat per a anar a Barcelona a substituir Enric Reig i Casanova que se n'anava a la seu de València.
El 22 d'abril de 1920 fou designat i el 28 de juny en prengué possessió. Al cap de cinc anys al capdavant del bisbat va emmalaltir greument i es designà un bisbe coadjutor en la persona de Josep Miralles i Sbert, que el 8 de juliol de 1925 es feu càrrec de la gestió dels afers del bisbat per la incapacitat del titular.
Després d'un llarg procés, el doctor Ramon Guillamet moria el 14 d'abril de 1926, succeint-lo de ple dret el bisbe coadjutor.
El bisbe Guillamet fou enterrat el 16 d'abril a la cripta de la catedral de Barcelona.